# Баренк
Баренк (фр. Barinque) насеље је и општина у југозападној Француској у региону Аквитанија, у департману Атлантски Пиринеји која припада префектури По.
По подацима из 2000. године у општини је живело 600 становника, а густина насељености је износила 67 становника/km². Општина се простире на површини од 9 km². Налази се на средњој надморској висини од 270 метара (максималној 284 m, а минималној 194 m).

## Демографија
| 1962. | 1968. | 1975. | 1982. | 1990. | 1999. | 2011. |
| ----- | ----- | ----- | ----- | ----- | ----- | ----- |
| 261   | 257   | 269   | 370   | 470   | 489   | 596   |

График промене броја становника у току последњих година